# Mediocre Generica
Mediocre Generica is het debuutalbum van de Amerikaanse punkband Leftöver Crack. Het album werd uitgegeven op 11 september 2001 door Hellcat Records. De onderwerpen van de teksten die op het album zijn te horen gaan veelal over extreemlinkse politiek. Het zou oorspronkelijk Shoot the Kids at School getiteld worden, maar dit werd tegengehouden door Hellcat Records.

## Nummers
1. "Homeo-Apathy" - 2:22
2. "Nazi White Trash" - 3:00
3. "Atheist Anthem" - 3:18
4. "The Good, the Bad & the Leftöver Crack" - 2:29
5. "Gay Rude Boys Unite" - 2:39
6. "N.C." - 0:59
7. "Interlude" - 1:25
8. "Stop the Insanity" - 3:00
9. "Crack City Rockers" - 2:31
10. "Burning in Water" - 2:05
11. "With the Sickness" - 1:11
12. "Born to Die" - 4:40
13. "Gay Rude Boys Unite [Instrumental]" - 3:12